# Thiaroye sur Mer
Thiaroye sur Mer ist ein Stadtbezirk der Großstadt Ville de Pikine in der Metropolregion Dakar, gelegen im zentralen Westen Senegals. Die Stadtbezirke von Pikine haben jeweils den Status einer Gemeinde (commune).

## Geografie
Thiaroye sur Mer liegt im Süden des Flaschenhalses der Cap-Vert-Halbinsel an der Baie de Hann. Die Nordgrenze des Bezirks folgt dem Verlauf der Nationalstraße N 1. Nördlich davon liegen die Stadtbezirke Pikine Ouest, Guinaw Rail Sud, Tivaouane Diacksao und Diamaguène-Sicap Mbao. Letzterer bildet auch die Ostgrenze mit dem Raffineriegelände der Société africaine de raffinage (SAR). Mit dem westlich angrenzenden Stadtbezirk Dalifort teilt sich Thiaroye sur Mer ein zusammenhängendes Industriegebiet. Die Ost-West-Ausdehnung des Bezirks beträgt rund 5500 Meter, die Süd-Nord-Ausdehnung variiert zwischen 500 und 1000 Meter.
Der Stadtbezirk hat eine Fläche von 3,608 km². und ist, ausgenommen einige Baulücken und Gartenzonen in der Osthälfte, fast vollständig bebaut.

## Geschichte
Thiaroye sur Mer zählt zusammen mit Hann, Mbao und Rufisque zu den alten Fischersiedlungen am Südufer der Cap-Vert-Halbinsel und ist als solche traditionell unter dem Namen Mbatal bekannt.

## Bevölkerung
Die letzten Volkszählungen ergaben für den Stadtbezirk jeweils folgende Einwohnerzahlen:
| Jahr | Einwohner |
| ---- | --------- |
| 1988 | …         |
| 2002 | 36.602    |
| 2013 | 52.773    |
| 2023 | 61.079    |